# GSM-HR
Half Rate или HR или GSM-HR — стандарт кодирования речи для сетей GSM, разработанный в начале 1990-х. Скорость передачи данных — 5,6 кбит/с, занимает половину пропускной способности Full Rate канала. Рекомендовано использовать HR-кодек, когда необходимо работать в режиме энергосбережения, например, при низком заряде аккумулятора — экономия составляет до 30 %.
GSM Half Rate описан в ETSI 06.20.